# Xanthopimpla panthera
Xanthopimpla panthera (лат.) — вид перепончатокрылых наездников-ихневмонид рода Xanthopimpla из подсемейства Pimplinae (Ichneumonidae). Название panthera дано по признаку пятнистой леопардовой окраски тела сходной с пантерой.

## Распространение
Вьетнам (Cat Tien NP, Dong Nai Province).

## Описание
Среднего размера перепончатокрылые насекомые. Основная окраска жёлтая с небольшими чёрными пятнами. Длина тела 16 мм, переднего крыла 13,5 мм. Первый членик усиков в 1,75 раза длиннее второго; диаметр латерального глазка в 1,1 раза больше расстояния между глазков и фасеточным глазом; лоб гладкий; высота лица в 0,9 раза больше ширины, в многочисленных мелких пунктурах; наличник в 0,5 раза больше ширины, вершинный край тонкий и выемчатый; щёчное пространство примерно в 0,4 раза больше ширины жвалы. Тело лимонно-жёлтое; усики темно-коричневые, кроме внешней стороны скапуса, педицель и первый членик жгутика жёлтые; глазковая область чёрная; задний скат темени к затылочному полю чёрный; среднеспинка с тремя отдельными продольными чёрными пятнами медиально и чёрным пятном у основания щитика; тегула коричневая, сзади прозрачная; проподеум с чёрным пятном в первом латеральном поле; метаэпистерна с двумя латеральными чёрными пятнами; передние и средние бёдра с черными перевязями на внешней стороне; основание задних тазиков с овальным чёрным пятном спереди, задний вертлуг чёрный сбоку, задние бедра с постмедианной задней полосой крупнее переднемедианной чёрной полосы, основание голени чёрное, нижняя сторона задней лапки чёрная, верхняя сторона желтоватая; крылья прозрачные с затемненными краями, птеростигма и жилки темно-коричневые, за исключением базальной половины ребра желтоватого цвета; 1-6 тергиты метасомы с двумя чёрными пятнами, 7-8 тергиты с срединными чёрными пятнами; яйцеклад красновато-коричневый; яйцеклад чёрный. Предположительно, как и близкие виды паразитирует на гусеницах и куколках бабочек (Lepidoptera). Вид был впервые описан в 2011 году энтомологами из Вьетнама (Nhi Thi Pham; Institute of Ecology and Biological Resources, 18 Hoang Quoc Viet, Ханой, Вьетнам), Великобритании (Gavin R. Broad; Department of Entomology, Natural History Museum, Лондон, Великобритания), Японии (Rikio Matsumoto; Osaka Museum of Natural History, Осака, Япония) и Германии (Wolfgang J. Wägele; Zoological Reasearch Museum Alexander Koenig, Бонн, Германия). Xanthopimpla panthera сходен с видом Xanthopimpla quatei Townes & Chiu отличаясь наличием более короткой области superomedia на проподеуме (в 0,5-0,6 раза больше ширины по сравнению с 0,9 раза), второй латеральный участок проподеума сливается с петиолем, чёрные пятна на 3-4-м тергитах густо пунктированы, ножны яйцеклада короче (в 0,75 раза длиннее задних голеней против 1,25x).